# Hindumaranahalli, Turuvekere
Hindumaranahalli là một làng thuộc tehsil Turuvekere, huyện Tumkur, bang Karnataka, Ấn Độ.